# Club Brugge w sezonie 2005/2006
Club Brugge w sezonie 2005/2006 – klub ten grał w rozgrywkach klubowych w Belgii i w Europie.
Club Brugge zakończył ten sezon jako trzeci zespół w Eerste klasse. Zdobył superpuchar Belgii, w Pucharze Belgii odpadł w pierwszym dwumeczu. Brał udział w fazie grupowej Ligi Mistrzów i grał w Lidze Europy.
Trenerem był Belg Emilio Ferrera, w kwietniu 2006 zastąpił go jego rodak, Jan Ceulemans.

## Skład w sezonie
| Nr.        | Imię i nazwisko       | Data urodzenia |
| ---------- | --------------------- | -------------- |
| Bramkarze  |                       |                |
| 1          | Tomislav Butina       | 30-03-1974     |
| 13         | Glenn Verbauwhede     | 19-05-1985     |
| 23         | Stijn Stijnen         | 07-04-1981     |
| Obrońcy    |                       |                |
| 2          | Olivier De Cock       | 09-11-1975     |
| 4          | Joos Valgaeren        | 03-03-1976     |
| 5          | Michael Klukowski     | 27-05-1981     |
| 6          | Philippe Clement      | 22-03-1974     |
| 15         | Marek Špilár          | 11-02-1975     |
| 17         | Ivan Gvozdenović      | 19-08-1978     |
| 26         | Birger Maertens       | 28-06-1980     |
| 32         | Günther Vanaudenaerde | 23-01-1984     |
| 33         | Jason Vandelannoite   | 06-11-1986     |
| Pomocnicy  |                       |                |
| 3          | Sven Vermant          | 04-04-1973     |
| 8          | Gaëtan Englebert      | 11-06-1976     |
| 11         | Jonathan Blondel      | 03-04-1984     |
| 14         | Grégory Dufer         | 19-12-1981     |
| 16         | Serhij Serebrennikow  | 01-09-1976     |
| 16         | Elrio van Heerden     | 11-07-1983     |
| 18         | Ivan Leko             | 07-02-1978     |
| 21         | Sebastian Hermans     | 03-05-1983     |
| 27         | Vincent Provoost      | 07-02-1984     |
| 28         | Bart Vlaeminck        | 29-05-1984     |
| 31         | Kevin Roelandts       | 27-08-1982     |
| Napastnicy |                       |                |
| 7          | Gert Verheyen         | 20-09-1970     |
| 9          | Manasseh Ishiaku      | 09-01-1983     |
| 10         | Boško Balaban         | 15-10-1978     |
| 19         | Rune Lange            | 24-06-1977     |
| 22         | Javier Portillo       | 30-03-1982     |
| 29         | Dieter Van Tornhout   | 18-03-1985     |
| 30         | Victor                | 23-03-1981     |
| 34         | Jeanvion Yulu-Matondo | 05-01-1986     |

### Sztab szkoleniowy
| Funkcja          | Imię i nazwisko     | Uwagi            |
| ---------------- | ------------------- | ---------------- |
| Trener           | Emilio Ferrera      | do kwietnia 2006 |
| Trener           | Jan Ceulemans       | od kwietnia 2006 |
| Asystent trenera | René Verheyen       |                  |
| Asystent trenera | Franky Van der Elst |                  |
| Trener bramkarzy | Dany Verlinden      |                  |